# Monsters Volume 3
Monsters Volume 3 – trzeci album z serii Monsters amerykańskiego producenta muzycznego Figure’a, wydany 16 października 2012 roku przez DOOM MUSIC.

## Lista utworów
1. „The Grave Yard” – 4:30
2. „The Grave Yard” (Dr. Ozi Remix) – 5:03
3. „Jack the Ripper” (Figure & Bare) – 3:24
4. „The Corpse Grinders” – 3:30
5. „The Corpse Grinders” (Phrenik Remix) – 4:13
6. „Otis” – 3:45
7. „Creepin” (feat. Proe) – 4:03
8. „Creepin” (Alex Sin Remix) (feat. Proe) – 4:54
9. „Pounds of Blood (Tommy Lee + Figure) – 4:00
10. „No Turning Back” – 4:51
11. „No Turning Back” (J.Rabbit Remix) – 3:21
12. „Dead or Alive” (feat. Messinian) – 4:11
13. „Michael Myers is Dead” – 4:41
14. „Michael Myers is Dead” (Oscillator Z Remix) – 4:20
15. „The Werewolf” (Ariok Remix) – 3:03